# Olendry (Ceków)
Olendry – część wsi Ceków w Polsce położona w województwie wielkopolskim, w powiecie kaliskim, w gminie Ceków-Kolonia.
Olendry wchodzą w skład sołectwa Ceków.
W latach 1975–1998 Olendry należały administracyjnie do województwa kaliskiego.